# 4969 Lawrence
A 4969 Lawrence (ideiglenes jelöléssel 1986 TU) a Naprendszer kisbolygóövében található aszteroida. Eleanor F. Helin fedezte fel 1986. október 4-én.